# 2010年亚洲运动会朝鲜代表团
2010年亚洲运动会朝鲜代表团总共有184名运动员参赛，男运动员73名，女运动员111名。
奖牌榜：
| 名次 | 代表团      | 金牌 | 银牌 | 铜牌 | 总数 |
| ---- | ----------- | ---- | ---- | ---- | ---- |
| 12   | 朝鲜（PRK） | 6    | 10   | 20   | 36   |

## 獎牌統計

### 獎牌榜
| 比賽項目 | 金牌 | 銀牌 | 銅牌 | 總數 |
| 射击     | 3    | 4    | 5    | 12   |
| 举重     | 2    | 3    | 1    | 6    |
| 摔跤     | 1    | 1    | 2    | 4    |
| 柔道     | 0    | 1    | 3    | 4    |
| 足球     | 0    | 1    | 0    | 1    |
| 跳水     | 0    | 0    | 2    | 2    |
| 拳击     | 0    | 0    | 2    | 2    |
| 乒乓球   | 0    | 0    | 2    | 2    |
| 田径     | 0    | 0    | 1    | 1    |
| 射箭     | 0    | 0    | 1    | 1    |
| 花样游泳 | 0    | 0    | 1    | 1    |
| 總計     | 6    | 10   | 20   | 36   |

### 奖牌获得者

#### 金牌
1. 徐心香：摔跤 - 女子自由式48公斤级
2. 朴明元、赵永哲、金智成：射击 - 男子10米移动靶混合速团体
3. 朴明元：射击 - 男子10米移动靶混合速
4. 方金哲：举重 - 男子77公斤级
5. 赵永淑：射击 - 女子25米运动手枪
6. 金锦锡：举重 - 男子69公斤级

#### 银牌
1. 梁景一：摔跤 - 男子自由式55公斤级
2. 朝鲜女子足球队：足球 - 女子
3. 蔡惠庆、朴永惠、杨秀丽：射击 - 女子飞碟多向团体
4. 金荣洙：射击 - 男子25米标准手枪
5. 赵永哲、朴明元、金智成：射击 - 男子10米移动靶团体
6. 赵永哲：射击 - 男子10米移动靶
7. 朴贤淑：举重 - 女子58公斤级
8. 薛京：柔道 - 女子70公斤以下级
9. 金恩国：举重 - 男子62公斤级
10. 车金铁：举重 - 男子56公斤级

#### 铜牌
1. 金琴玉：田径 - 女子马拉松
2. 朴妍姬：摔跤 - 女子自由式55公斤级
3. 李明顺：拳击 - 男子56公斤级
4. 梁正成：摔跤 - 男子自由式66公斤级
5. 尹锦珠：拳击 - 女子57-60公斤级
6. 权云实：射箭 - 女子个人
7. 崔金姬、金云消：跳水 - 女子双人10米台
8. 金村万、徐明赫：跳水 - 男子双人10米台
9. 朝鲜女子花样游泳队：花样游泳 - 女子集体
10. 金荣洙、金哲霖、柳明扬：射击 - 男子25米中心发火手枪团体
11. 金荣洙、金哲霖、柳明扬：射击 - 男子25米标准手枪团体
12. 朝鲜女子乒乓球队：乒乓球 - 女子团体
13. 朝鲜男子乒乓球队：乒乓球 - 男子团体
14. 钟春美：举重 - 女子58公斤级
15. 洪国贤：柔道 - 男子66公斤以下级
16. 安琴爱：柔道 - 女子52公斤以下级
17. 李香心：射击 - 女子10米移动靶
18. 李香心、赵香、朴贤娅：射击 - 女子10米移动靶团体
19. 金秀京：柔道 - 女子63公斤以下级
20. 赵永淑：射击 - 女子10米气手枪